# Rockwell International Corporation
Rockwell International Corporation – amerykańska spółka akcyjna, konglomerat produkcyjny.
Jest zróżnicowaną amerykańską korporacją, założoną w 1973, z siedzibą w Milwaukee. Dawniej była jednym z wiodących amerykańskich przedsiębiorstw przemysłu lotniczego i astronautycznego w USA, konstruująca rakiety nośne i statki kosmiczne dla programu kosmicznego USA. Jej początki sięgają roku 1903, gdy L. Bradley i S. Allen założyli spółkę produkującą oporniki elektryczne. W 1919 W. Rockwell założył mały zakład wałów osiowych, który w latach 30. produkował na potrzeby United States Army. W 1953 nastąpiła fuzja zakładów Rockwella ze Standard Steel and Spring i Timken Detroit, w wyniku czego powstała Rockwell Spring and Axle Company, która w 1958 przejęła Aero Design and Engineering, przestawiając się na produkcję sprzętu lotniczego i przyjmując nazwę Rockwell-Standard. Drugim głównym przedsiębiorstwem, na bazie którego powstała R.I.C., były zakłady North American Aviation (założone w 1928), które prężnie rozwijały się po otrzymaniu rządowego kontraktu na budowę 42 samolotów (BT-9). W latach II wojny światowej North American Aviation budowała bombowce B-25, a po wojnie rozpoczęła prace nad projektowaniem rakiet. W 1967 przedsiębiorstwo lotnicze North American Aviation połączyło się z Rockwell-Standard Corporation, stając się spółką North American Rockwell Corporation, a w 1973 spółka ta przyjęła obecną nazwę. R.I.C. wyprodukowała m.in. silniki rakietowe zamontowane w statku kosmicznym użytym w misji Apollo 11 na Księżyc w 1969.
W 1985 R.I.C. przejęła firmę Allen–Bradley (założoną w 1903), a w 1996 sprzedała dział lotniczy Boeing Company. W 1997 podzieliła się na 2 segmenty: Rockwell Automation i Rockwell Collins Passenger Systems. Produkowała m.in.: elektroniczne urządzenia pomiarowe i elektroniczny sprzęt łączności, urządzenia elektroniczne stosowane w lotnictwie i astronautyce oraz elektroniczny sprzęt użytkowy dla firm obsługujących klientów za pośrednictwem Internetu i telefonii. W 2001 dochód netto R.I.C. wyniósł 125 mln dolarów USA, a zatrudnienie 23100 osób.